# 행정심판전치주의
행정심판전치주의(行政審判前置主義)란 행정소송의 제기에 앞서서 피해자가 행정청에 대해 먼저 행정심판의 제기를 통해 처분의 시정을 구하고, 그 시정에 불복이 있을 때 소송을 제기하는 것이다. 행정소송법 제18조 1항에 의하면 임의적 행정심판전치가 원칙이고 필요적 행정심판전치주의가 예외이다. 국세기본법이나 도로교통법의 경우에는 개별규정이 있어 필요적 전치주의가 적용된다.
과거 행정소송에서는 행정심판전치주의를 채택하고 있었으나 1998년부터는 서울지방행정법원의 설립과 함께 '임의적 전치주의'를 취하여 행정심판을 거치지 않고 직접 행정소송을 제기할 수 있다.
판례는 "행정처분의 당연무효를 선언하는 의미에서 그 취소를 구하는 행정소송을 제기하는 경우에는 전치절차와 그 제소기간의 준수 등 취소소송의 제소요건을 갖추어야 한다"고 한다.

## 행정심판전치주의의 예외
행정소송법 제18조는 다음과 같은 예외사유를 규정하고 있다.

### 행정심판의 재결을 거치지 않고 제소할 수 있는 경우
1. 행정심판청구가 있는 날로부터 60일이 지나도 재결이 없는 때
2. 처분의 집행 등으로 생길 중대한 손해를 예방해야 할 긴급한 필요가 있는 때
3. 법령의 규정에 의한 행정심판기관이 의결 또는 재결을 하지 못할 사유가 있는 때
4. 그 밖의 정당한 사유가 있는 때

### 행정심판을 제기함이 없이 바로 제소할 수 있는 경우
1. 동종사건에 대하여 이미 행정심판의 기각재결이 있은 때
2. 서로 내용상 관련되는 처분 또는 같은 목적을 위하여 단계적으로 진행되는 처분 중 어느 하나가 이미 행정심판의 재결을 거친 때
3. 행정청이 사실심변론종결 후 소송의 대상인 처분을 변경하여 당해 변경된 처분에 관하여 소를 제기한 때
4. 처분을 행한 행정청이 행정심판을 거칠 필요가 없다고 잘못 알린 때

## 참고 문헌
- 김철용, 행정법1, 박영사.
- 대한민국 행정소송법